# Eucharius Rösslin
 (octobre 2012).
Euchaire Rösslin (1470 – 1526) - dont le nom fut ultérieurement latinisé en Eucharius Rodion - était initialement apothicaire à Fribourg (Saint-Empire). Il fut ensuite élu médecin fonctionnaire de la ville de Francfort en 1506. Puis, il devint médecin fonctionnaire de la ville de Worms et au service de la duchesse Catherine de Brunswick-Lunebourg. Son nom est lié aux premiers livres d'obstétrique.

## Biographie
C'est à la demande de sa protectrice, alarmée du taux de mortalité infantile et maternelle, qu'il publia en allemand en 1513 à Strasbourg, l'ouvrage qui le rendit universellement célèbre : Der schwangeren Frauen und Hebammen Rosegarten (Le jardin de roses des femmes enceintes et des sages-femmes), consacré exclusivement, pour la première fois dans l’histoire, à la grossesse et à l’accouchement.
Le succès fut immédiat et trois éditions allemandes furent imprimées dès la première année. Il retourna à Francfort en 1517 et y mourut en 1526.

## Son œuvre
Son œuvre était une simple compilation d’auteurs de l’antiquité gréco-latine, sans aucune critique ou remarque personnelle. Rédigé d’une manière simple et compréhensible, et surtout, en langage vulgarisé, ce fut le premier manuel d’obstétrique jamais imprimé et mis à la disposition des sages-femmes, des chirurgiens-barbiers (qui pouvaient intervenir instrumentalement au cours d'un accouchement), et du public féminin cultivé. L'utilisation de la langue vulgarisée pour un livre médical était inhabituelle à l'époque et s'explique par le lectorat visé : les chirurgiens-barbiers, peu habiles à manier la langue latine (le chirurgien-barbier n'était pas docteur en médecine, diplômé de la faculté, où le latin était langue obligatoire et exclusive), et les sages-femmes qui en ignoraient même la base. Ce fut là, à n’en pas douter, le facteur majeur du succès phénoménal de l’ouvrage dans toute l'Europe à une époque où un public de plus en plus large était assoiffé de connaissances.

## Modifications de son fils

De partu hominis.

Après son décès (1526), son fils (également prénommé Euchaire) reprend le texte allemand initial auquel il ajoute quatre chapitres d'autres auteurs, et publie l'ensemble à Francfort sous le titre Ehstands Artzneybuch, en 1533 et 1534. Il a aussi réalisé une traduction latine, pour une meilleure diffusion, de l'ouvrage initial de son père, en 1532, sous le titre De partu hominis.

## Traductions
La première traduction française parut à Paris en 1536, chez l'éditeur-libraire Jehan Foucher, sous le titre Des divers travaux et enfantements des femmes. Une nouvelle version française, retravaillée par un nouveau traducteur (Paul Bienassis, le premier traducteur restant anonyme), fut publiée en 1563 ou 1577 (les avis des chercheurs divergent). Cette nouvelle traduction fut également très bien accueillie et eut de multiples éditions et rééditions chez des éditeurs différents pendant plus d'un siècle (1584, 1586, 1602, 1632).
La première traduction anglaise (par Richard Jones) fut publiée en 1540 sous le titre The birth of Mankind et eut de nombreuses rééditions jusqu'en 1654, avec mises à jour, notamment dans celle de 1545 influencée par les travaux anatomiques et les illustrations de Vésale.

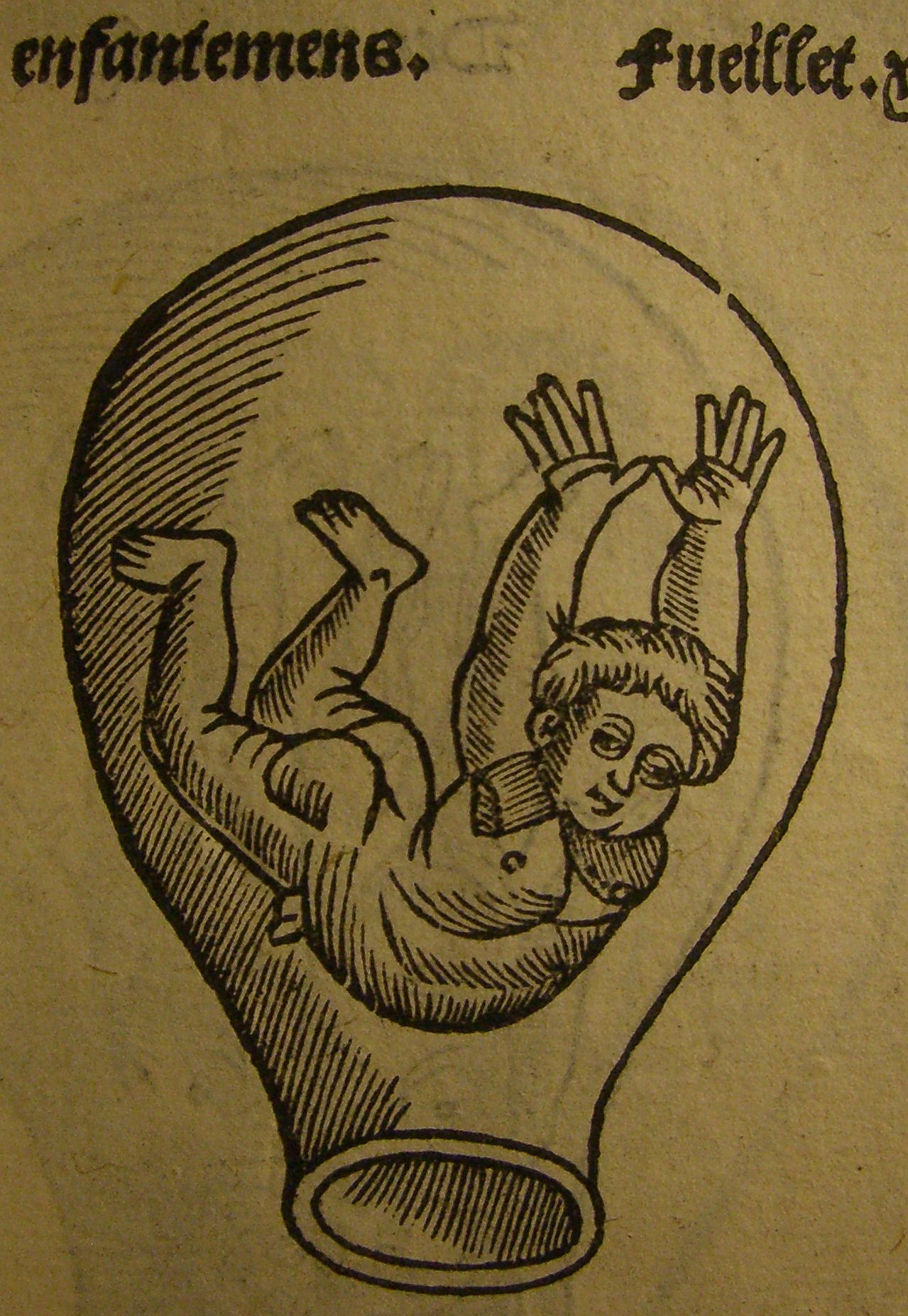
Position fœtale Éd. française 1536
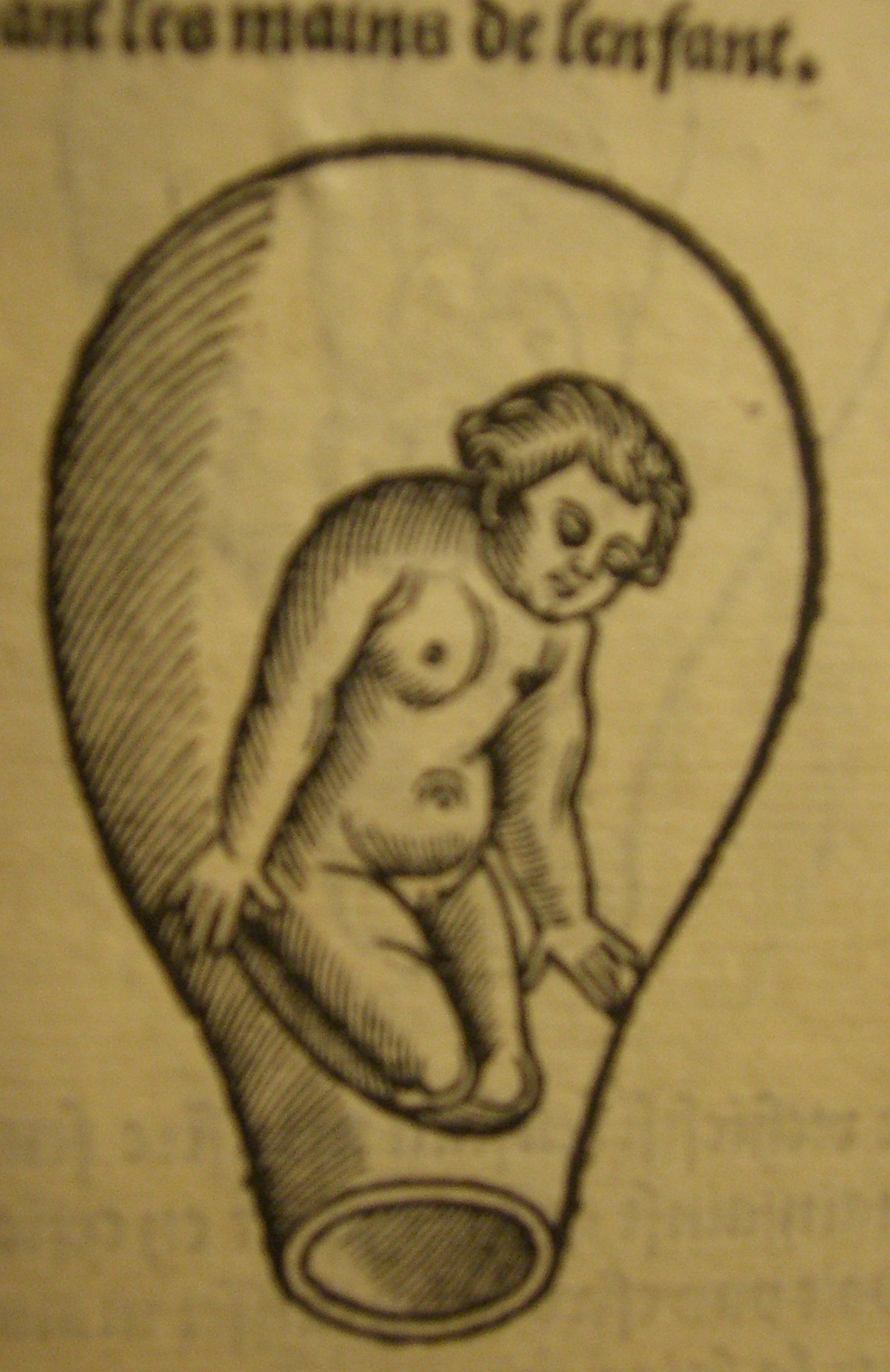
Position fœtale
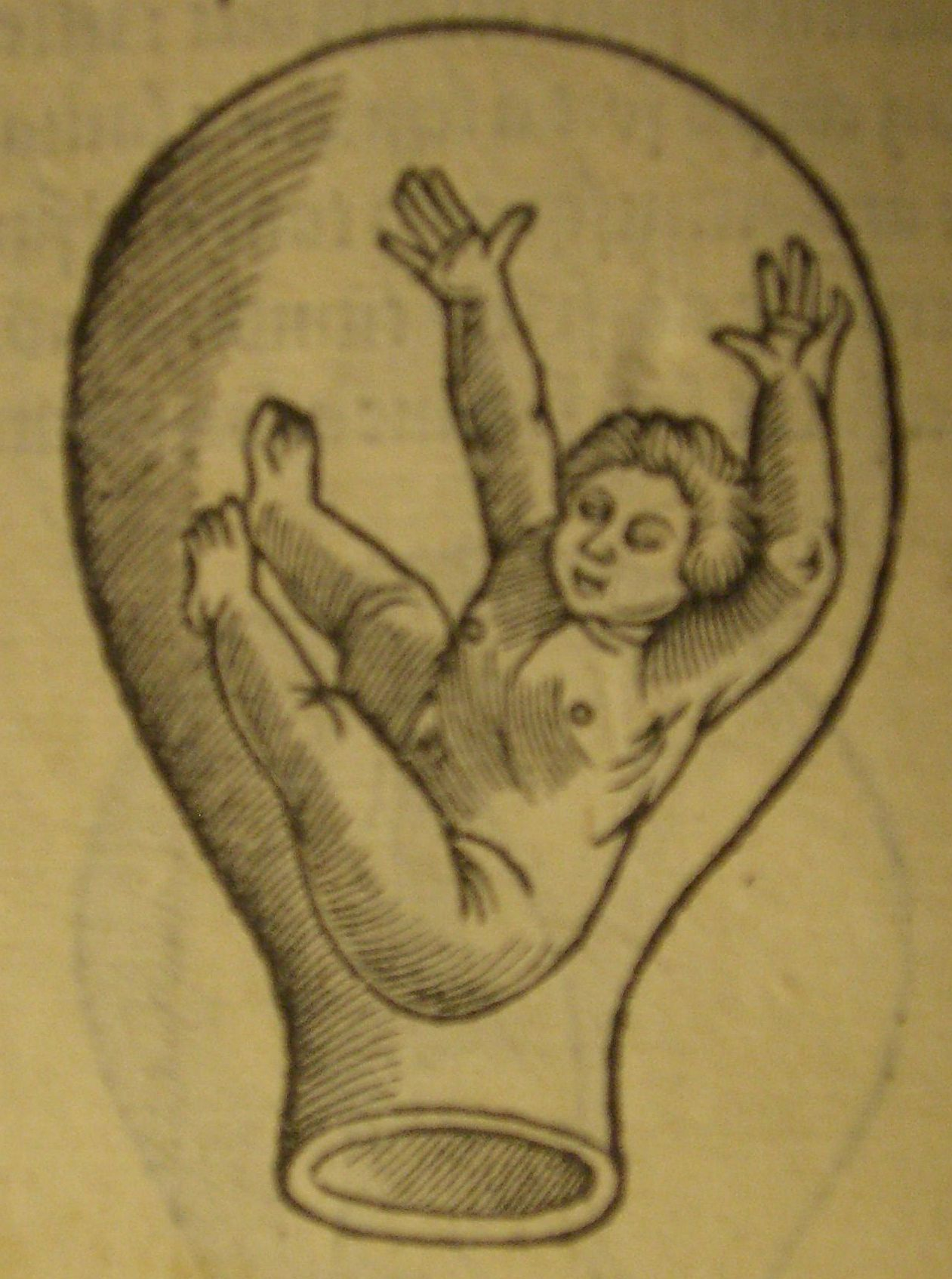
Position fœtale Éd. française 1536

## Autres ajouts
L'autre atout de ce livre était effectivement les illustrations qui expliquaient (?) le texte, essentiellement les fameuses positions fœtales dans l'utérus, mais aussi la chaise d'accouchement et la chambre de l'accouchée. 

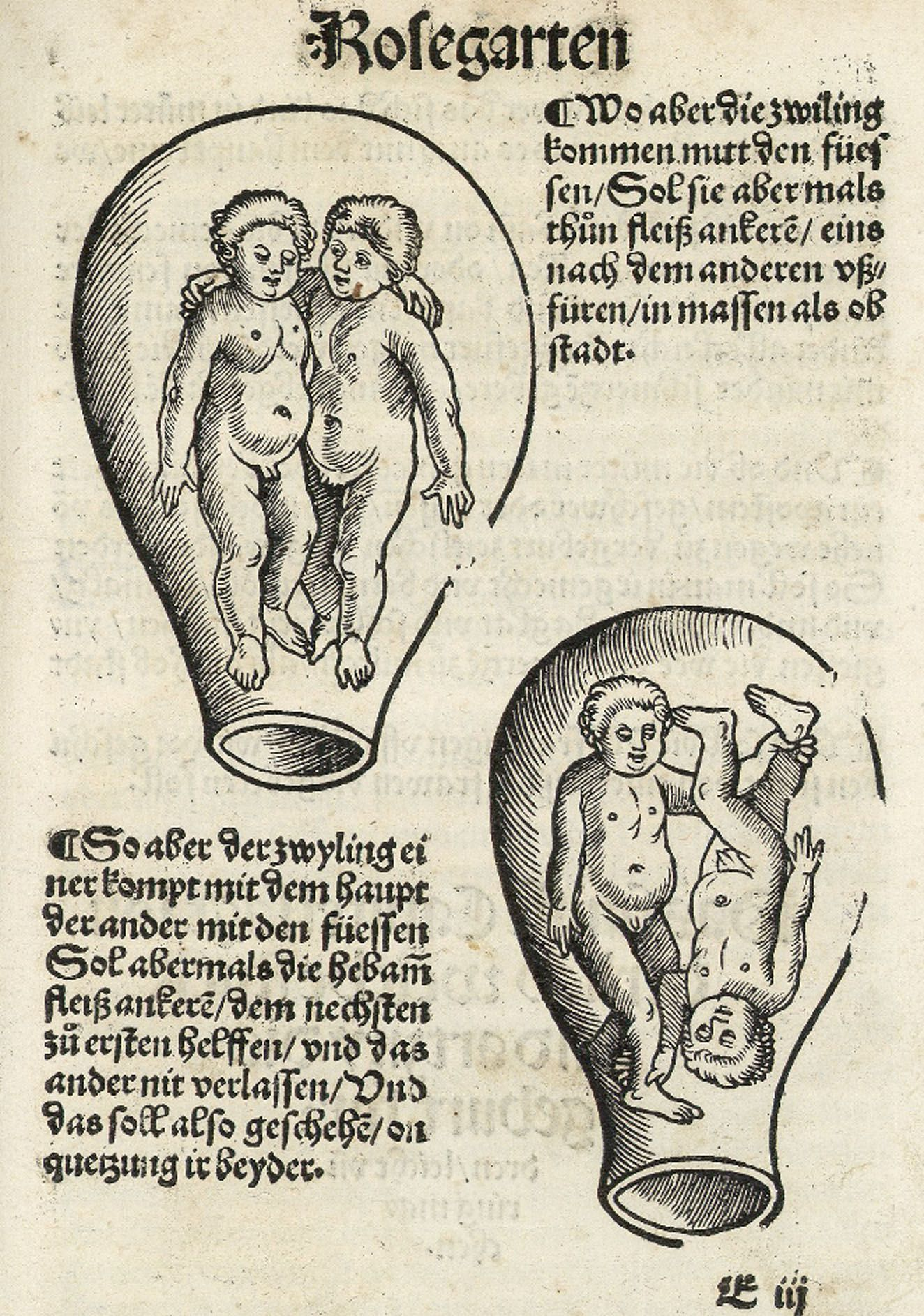
Positions fœtales

En fait, ces gravures n'étaient nullement réalisées à partir d'observations anatomiques ou cliniques réelles, mais tout simplement directement inspirées, pour ne pas dire copiées, du livre de Moschion Gynaecia, ouvrage qui connut de très nombreuses rééditions ornées d'illustrations différentes, mais toutes dans un style rustique. C'était un auteur latin du VIe siècle qui traduisit et s'inspira des œuvres manuscrites de Soranos d'Éphèse, auteur grec du début du IIe siècle qui exerça à Rome (sous Trajan puis Adrien) et rédigea un traité médical contenant des chapitres sur l'anatomie féminine, la grossesse, le travail, le nouveau-né et divers troubles gynécologiques. Le traité de Soranus, orné d'illustrations rudimentaires (et fantaisistes...), régna sans partage sur les connaissances médicales en gynéco-obstétrique pendant près de quinze siècles, constituant la base de l'enseignement en ces matières dans toutes les facultés d'Occident. 
Les écrits de Soranus étaient illustrés de dessins rudimentaires qui constituent les premiers essais d’iconographie obstétricale et que nous retrouvons, à peine améliorés, dans les œuvres de Moschion puis de Rosslin. 
Mais si ce sont là les notions classiques concernant les sources du Rosengarten, il n’avait cependant pas échappé à certains historiens et surtout à des obstétriciens cultivés ou bibliophiles, que, d’une part, le texte de Moschion, et donc de Soranus, ne correspondait pas à celui de Rodion (Rosslin), et que, d’autre part et surtout, l’expérience pratique de Rosslin en matière obstétricale paraissait bien mince, voire inexistante, amenant même à douter qu’il ait assisté à des accouchements. Par exemple, il affirmait, avec les Anciens, que la présentation habituelle était la variété occipito-sacrée. Aussi, la réalité des sources de l'ouvrage de Rosslin continua à intriguer les chercheurs.
Depuis 1994 et l'étude d'un manuscrit allemand datant de 1494 identifié comme une version pré-imprimerie du texte de Rosslin, la question agita encore plus les chercheurs car l'auteur supposé, Rosslin, né en 1470, n'avait que 20 ans en 1494 date de la rédaction de ce manuscrit. Si le livre de Rosslin n'a jamais été écrit par Rosslin, cela explique également pourquoi l'auteur présumé, botaniste et apothicaire de formation, n'avait a priori aucune connaissance et pratique obstétricales et, comme certains l'ont écrit, n'avait probablement jamais vu un accouchement de sa vie.
Des recherches récentes  ont permis de démontrer que le manuscrit allemand initial est, en fait, une traduction d'une partie d'un ouvrage rédigé vers 1440 par le médecin italien Michel Savonarole de Padoue sous le titre de Practica major. C’est cette traduction qui, parvenue entre les mains de Rosslin, lui permit d’exaucer, un siècle plus tard, le souhait de la duchesse de Brunschwick : mettre à la disposition des femmes, des sages-femmes et des accoucheurs de l’époque, sous une forme accessible à tous, les connaissances accumulées en ce domaine par les auteurs anciens.
Il faudra attendre Jacob Rueff, obstétricien à Zurich, qui publia en 1554 en allemand, une version modernisée du livre de Rosslin, pour voir apparaître de nouvelles gravures, mieux réalisées et nettement plus artistiques (on y admire notamment la fameuse « chambre de l’accouchée »).